# Goran Bogdanović
Goran Bogdanović (Smederevo, Yugoslavia, 27 de abril de 1967) es un exfutbolista serbio que se desempeñaba como centrocampista.

## Clubes
| Club                    | País   | Año       |
| ----------------------- | ------ | --------- |
| F. K. Partizan Belgrado | Serbia | 1985-1993 |
| R. C. D. Mallorca       | España | 1993-1996 |
| R. C. D. Espanyol       | España | 1996-1998 |
| C. F. Extremadura       | España | 1998-1999 |
| FK Smederevo            | Serbia | 2000-2004 |